# Печар, Мартин
Мартин Печар (словен. Martin Pečar; род. 5 июля 2002, Изола) — словенский футболист, нападающий клуба «Браво».

## Клубная карьера
Печар — воспитанник клубов «Изора», «Копер», «Олимпия» и франкфуртского «Айнтрахт». В 2021 года он был включён в заявку на сезон последних. В том же году Печар был арендован венской «Аустрией», где выступал за «Янг Вайолетс». По окончании аренды клуб выкупил трансфер игрока. В 2023 году Печар был арендован клубом «Браво». 16 сентября в матче против «Муры» он дебютировал в чемпионате Словении. В поединке против столичной «Олимпии» Мартин сделал «дубль», забив свои первые голы за «Браво».

## Международная карьера
В 2018 году в составе юношеской сборной Словении Печар принял участие в юношеском чемпионате Европы в Англии. На турнире он сыграл в матчах против команд Португалии, Швеции и Норвегии.